# Isle (Minnesota)
Isle é uma cidade localizada no estado americano de Minnesota, no Condado de Mille Lacs.

## Demografia
Segundo o censo americano de 2000, a sua população era de 707 habitantes.
Em 2006, foi estimada uma população de 894, um aumento de 187 (26.4%).

## Geografia
De acordo com o United States Census Bureau tem uma área de
6,5 km², dos quais 5,4 km² cobertos por terra e 1,1 km² cobertos por água. Isle localiza-se a aproximadamente 399 m acima do nível do mar.

## Localidades na vizinhança
O diagrama seguinte representa as localidades num raio de 36 km ao redor de Isle.